# Великолепна асцидия
Великолепните асцидии (Botrylloides magnicoecum) са вид асцидии от семейство Стиелидови (Styelidae).
Таксонът е описан за пръв път от Роберт Хартмайер през 1912 година.